# Stirling Falls
Die Stirling Falls (Maori Waimānu ‚Wolke über dem Wasser‘) sind ein Wasserfall im Fiordland-Nationalpark auf der Südinsel Neuseelands. Er stürzt unterhalb des 2015 m hohen Mount Pembroke und östlich der Palisade Falls von einem Kliff in den Milford Sound/Piopiotahi an dessen nordöstlichem Ufer. Seine Fallhöhe beträgt 151 Meter. Im Oberlauf des Zuflusses liegt ein weiterer, namenloser Wasserfall mit einer Fallhöhe von 60 m, der vom Milford Sound/Piopiotahi sichtbar ist.